# 芽殖孤虫
芽殖孤虫（がしょくこちゅう、学名：Sparganum proliferum）は、裂頭条虫目裂頭条虫科に属する条虫の一種。ヒトに感染し、致死的な寄生虫感染症とされる芽殖孤虫症を引き起こすことで知られる。

## 特徴
本種は幼虫（プレロセルコイド）段階の個体のみが得られており、成虫が知られていない。虫体の出芽・分岐によって幼虫のみで無性的に分裂増殖を繰り返す特異な生態を示し、「芽殖孤虫」の名はこれらの特徴に由来する。虫体は白色で、分岐の程度や体サイズといった形態には個体差が見られる。典型的なものでは糸状、または蠕虫状の形態を示すが、症例によっては卵のような形態を示す個体も見られる。宿主の体内においては単体、または2、3個体で被嚢され、嚢内で分裂増殖を行うが、嚢から遊離する個体も観察される。皮膚をはじめとしてさまざまな組織・臓器に侵襲するため、本種の感染は宿主にとってしばしば致死的となる。
芽殖孤虫症は世界的に見ても稀な寄生虫症である。本症の症例報告をレビューした Kikuchi & Maruyama (2020) は、1905年の最初の報告以来115年間における本症の症例として18例を数えている。本症のくわしい症状や研究史等については後述する。

## 分類
成虫が得られておらず、症例自体も稀であるため、本種の分類学的地位は近年まで不確定であった。形態から擬葉目に属することは示唆されていたが、下位分類に関しては、独立種であるとする説とマンソン裂頭条虫がウイルス感染などによって変異したものであるとする説が提唱されていた。その後、1980年代にベネズエラの症例に由来する飼育系統が確立されたことで新鮮な標本を用いた研究が可能になり、近年は分子系統解析に基づき、本種をマンソン裂頭条虫と近縁な別種であるとする説が優位になっている。
芽殖孤虫は近縁の寄生虫の異常個体だとする説もあったが、ゲノム解析の結果、遺伝子配列の比較から独立した新種であることが明らかになった。この寄生虫は器官形成に重要な遺伝子や、性成熟に関わる遺伝子を欠失しているため、成虫となって有性生殖による卵の産出ができず、幼虫のまま一生を過ごす。

## 生活環
成虫が得られていないため、生活環は不明である。本症はサル、イヌ、ネコへの感染報告も知られている人畜共通感染症だが、いずれの場合も感染経路は明らかになっていない。本種はマンソン孤虫と近縁であると考えられるため、本種もヘビやカエル、鶏などの動物の生食や、井戸水中に生息するケンミジンコに由来する可能性が考えられてきたが、いずれも実証はなされていない。

具体的な生活環は依然として謎に包まれているものの、最近になって本種の生活史の解明につながり得る研究成果ももたらされている。Arrabal et al. (2020) はアルゼンチンのネコ科動物の轢死体から得られた条虫を、ミトコンドリアゲノムを用いた系統解析によって本種の成虫と同定し、ネコ科動物が本種の終宿主である可能性を提唱している。また、Kikuchi et al. (2021) は Arrabal et al. (2020)　の標本が本種と近縁な別種である可能性を指摘し、さらにゲノムの機能解析から本種が有性生殖によって生活環を完了する能力を喪失している可能性を示唆。本種が成虫段階を持たず、幼虫のみで存在する「真の孤虫」であるとする説を提唱している。

## 分布
前述のとおり稀な寄生虫であり、記録は散発的である。そのうち日本からの報告が最多で、国内から6例の症例が知られている。国外ではタイから3例、台湾から2例の報告があるほか、アメリカ、パラグアイ、ベネズエラ、レユニオン、中国、韓国などからの症例報告が記録されている。

## 芽殖孤虫症
芽殖孤虫症（英：Proliferative sparganosis）は芽殖孤虫による寄生虫症である。本症はヒト以外の哺乳類への感染も確認されている人畜共通感染症である。

### 症状
本症に関しては、虫体の寄生部位によって異なる病態が見られることが知られる。Kikuchi & Maruyama (2020) はこの病態の差異を皮膚型（Cutaneous）と内部型（Internal）の二種に大別し、予後や虫体の形態などにも差異が見られることを報告している。

#### 皮膚型（Cutaneous proliferative sparganosis）
最初の症例報告である Ijima (1905) に代表される典型的な症状である。上述した18の症例のうち、8例が該当する。感染は虫体の真皮への侵襲から始まり、共通する症状として皮膚病変が見られる。8例中3例では、皮膚の結節状の病変部位を掻いたり潰したりすることで虫体や被嚢を取り出すことができたとされる。8例中すくなくとも4例においては、感染進行に伴い腹腔、後腹膜、肺や脳など、全身のさまざまな部位への侵襲が見られ、8例中7例で患者が死亡した。発症時期が特定できた症例のうち、発症から診断までにかかった経過年数は最長で23年、中央値が7年で、一般に、発症から末期症状が見られるようになるまでにはある程度の時間がかかると見られる。

#### 内部型（Internal proliferative sparganosis）
上述した18の症例のうち、10例が該当し、日本では青島 et al. (1989) が該当する。体壁または内臓に結節・腫瘤の形成が見られるが、皮膚病変は見られず、皮膚型とは相互に排他的な症状であると考えられる。共通する皮膚病変の不在を除けば、皮膚型と比べて臨床症状が多様であり、肺や脳への感染のほか、骨への侵襲を呈した症例もある。骨への感染は皮膚型では見られない内部型特有の症状であるとされ、10例中3例では骨病変のみが見られた。予後が不明の症例も多いが、患者の死亡が確認されているのは10例中3例である。内部型は記録されているすべての症例が1970年以降のものであるため、医用画像処理技術の発展が早期発見に繋がっていると考えられる。また、内部型においては虫体が卵状の形態を示すことが報告されている。

### 診断
診断は近年まで虫体の形態にもとづいて行われてきたが、宿主体内で分裂による無性生殖を行う円葉目条虫が本種と混同されてきたことが後年明らかになった事例などもあり、形態による診断が困難な場合があることが指摘されている。また、本症患者血清がマンソン孤虫の抗体と反応したことで、一時的にマンソン孤虫症と診断された例もあり、確実な診断には分子診断が必要であるとされる。

### 治療
寄生部位ないし虫体を外科的に摘出することが有効な治療法であると考えられるが、感染が進行して全身に寄生が及んだ場合、この治療は現実的に可能なものではなくなる。駆虫薬の投与もほとんど有効ではなく、一般に予後は不良である。

Kikuchi & Maruyama (2020) は表皮型1例、内部型1例の計2例の治療成功例を記録している。前者はボリビア、ブラジル、パラグアイを旅行したドイツ人男性の事例で、診察時に摘出された未分岐の虫体がDNAシーケンスによって本種と同定されたものである。本症例は感染の初期段階における虫体摘出の有効性を示した例であると考えられるが、同定が確実ではない可能性も残されている。後者はタイからの報告で、駆虫薬プラジカンテルによる治療の唯一の有効例とされている。

## 研究史
本種は1904年、東京大学病院を訪れた33歳女性の皮膚から初めて得られ、翌年、飯島魁によって Plerocercoides prolifer と命名された。1907年にはフロリダで二例目の症例が確認され、C.W. Stiles が翌1908年に本種と同定。Ijima (1905) が用いた寄集群 Plerocercoides に複数の科が含まれる可能性を指摘し、本種を寄集群 Sparganum に移動し、学名を Sparganum proliferum とした。1907年には日本から世界三例目の症例も確認されており、1909年に吉田貞雄および碓居龍太によって日本語での報告がなされている。その後も症例報告が続くが、他種の条虫との混同などによる不確実な症例が混在していたようであり、後年のレビュー論文である Kikuchi & Maruyama (2020) によれば、1921年日本からの6例目の症例を境にその後50年以上確実な記録が途切れることとなる。

本種とマンソン裂頭条虫の関連性の指摘は Ijima (1905) の時点で行われていたが、1974年には J.F. Mueller らによって、本種がマンソン裂頭条虫にウイルスが感染したことで形態や増殖様式に変異をきたしたものであるとする説も提唱された。一方、1992年、B.A. de Noya らは1981年のベネズエラの症例から得られた本種の虫体を実験用アルビノマウスに接種し、in vivo での系統維持に成功したことを発表。このベネズエラ由来の系統は後に日本に分与され、#分類や#生活環で紹介した、本種が独立種であることを示唆する研究に用いられている。

上述したように近年は本種に関するDNAレベルの研究が行われ、不明であった生活史の解明に繋がり得る研究成果ももたらされつつある。今後は本種の代謝経路や宿主との相互作用に関する研究が進むことで、有効な治療薬の開発なども期待されている。